# 拉罗基耶
拉罗基耶（法語：La Roquille，法語發音：[la ʁɔkij]）是法国吉伦特省的一个市镇，属于利布尔讷区。

## 地理
拉罗基耶（44°47'28"N, 0°13'54"E）面积6.51 平方千米，位于法国新阿基坦大区吉倫特省，该省份为法国西南部沿海省份，是法國本土面积最大的省，北起滨海夏朗德省，西临大西洋，南至朗德省，东南接洛特-加龍省，东临多爾多涅省。
与拉罗基耶接壤的市镇（或旧市镇、城区）包括：莱莱沃和图梅拉格、利格、马尔格龙、皮讷伊、圣安德烈和阿佩勒。

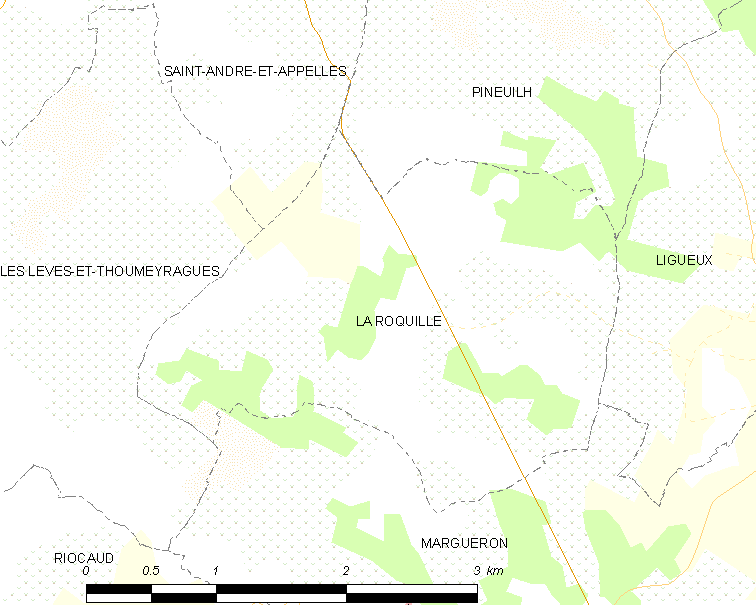
拉罗基耶的OSM定位图

拉罗基耶的时区为UTC+01:00、UTC+02:00（夏令时）。

## 行政
拉罗基耶的邮政编码为33220，INSEE市镇编码为33360。

## 政治
拉罗基耶所属的省级选区为勒雷奥莱-莱巴斯蒂德县。

## 人口

1962-2008年间拉罗基耶人口变化图示

拉罗基耶于2022年1月1日时的人口数量为310人。